# Ессен
Е́ссен (нім. Essen) — місто земельного підпорядкування на заході Німеччини, федеральна земля Північний Рейн — Вестфалія. Населення 580 751 (2008), що робить його четвертим за населенням містом Північного Рейну-Вестфалії після Кельна, Дюссельдорфа та Дортмунда, а також дев'ятим за величиною містом Німеччини.
Друге за населенням місто (після Дортмунда) Рурської області, найбільший міський район Німеччини. 
Ессен розташований у великому метропольному регіоні Рейн-Рур другому за величиною ВВП в ЄС, і є частиною культурної області Рейнланд. 
Через центральне розташування в Рурі Ессен часто вважають «таємною столицею» Руру. 

Через місто протікають дві річки: Емшер на півночі, на півдні — річка Рур, яка перегороджена дамбою в Ессені, утворюючи водосховища Бальденей і Кеттвіг. 
Центральні та північні райони Ессена історично належать до нижньонімецької (вестфальської) мовної зони, а південь міста — донижньофранкської бергішської мовної зони.
В Ессені розташовано кілька органів влади регіону, а також вісім штаб-квартир зі 100 найбільших публічних німецьких корпорацій за доходами, включаючи три корпорації, зареєстровані на DAX. 
Ессен часто вважають енергетичною столицею Німеччини з E.ON і RWE, найбільшими постачальниками енергії в Німеччині, обидва зі штаб-квартирами в місті. 
Ессен також відомий своїм впливом на мистецтво через шанований Університет мистецтв Фолькванг, його Школу менеджменту та дизайну Цолльферайн і нагороду Red Dot за промисловий дизайн продукції. 
На початку 2003 року університети Ессена та сусіднього міста Дуйсбург (обидва засновані в 1972 році) були об'єднані в Університет Дуйсбург-Ессен з кампусами в обох містах та університетською лікарнею в Ессені. 
У 1958 році Ессен було обрано центром римо-католицької єпархії Ессена (часто її називають Рурбістум (Рурська єпархія)).
Заснований близько 845 року, Ессен залишався невеликим містом у сфері впливу важливого церковного князівства, Ессенського абатства, до початку індустріалізації. 
Тоді місто — особливо завдяки металургійним заводам родини Крупп — стало одним із найважливіших центрів видобутку вугілля та виробництва сталі в Німеччині. 
Ессен до 1970-х років залучав робітників з усієї країни; в 1929 — 1988 роками це було п’яте за населенням місто в Німеччині, а в 1962 році його населення досягло понад 730 000 осіб. Після загальнорегіонального занепаду важкої промисловості в останні десятиліття XX століття в місті з’явився сильний розвиток економіки. 
Найпомітнішою згадкою цієї структурної зміни є промисловий комплекс вугільної шахти Цолльферайн, який колись був найбільшим в Європі. 
Остаточно закриті в 1993 році, і коксохімічний завод, і шахта з 2001 року внесені ЮНЕСКО до списку Світової спадщини.
Помітні досягнення міста за останні роки включають титул Європейської столиці культури від імені всієї Рурської області у 2010 році та обрання Європейської зеленої столиці на 2017 рік. 

## Історія

### Походження назви
У німецькомовних країнах назва міста Ессен часто викликає плутанину щодо свого походження, оскільки вона має ту саму форму, що й німецький інфінітив дієслова «їсти» (пишеться з малої літери essen) та/або німецький іменник для їжі (що завжди пишеться з великої літери як Essen, що додає плутанини). 
Хоча вчені все ще сперечаються щодо тлумачення назви 
, 
залишається кілька тлумачень, які заслуговують на увагу. 
Найстарішою відомою формою назви міста є Астніде , яка змінилася на Ессен за допомогою таких форм, як Астнідум, Ассінде, Ессендія та Еснеде. 
Назва Astnide могла стосуватися або регіону, де було знайдено багато ясенів, або регіону на Сході (Імперії Франків). 

### Рання історія
Найдавніша археологічна знахідка, Vogelheimer Klinge, має вік 280 000–250 000 рр. 
Це лезо, знайдене в районі Фогельгайм у північній частині міста під час будівництва каналу Рейн — Герн в 1926 році. 

Також були знайдені інші артефакти кам’яної доби, хоча вони не надто численні. 
Використання землі було дуже високим, особливо через гірничодобувну діяльність в індустріальну епоху, і більше великих знахідок, особливо епохи мезоліту, не очікується. 
Знахідки, датовані 3000 роком до н. е. і пізніше, є набагато більш поширеними, найважливішою з яких є мегалітична гробниця, знайдена в 1937 році. 
Її просто називають Стейнкісте (кам’яна скриня) і називають «найпершим збереженим прикладом архітектури Ессена». 

Ессен був частиною районів розселення кількох німецьких народів (хатти, бруктери, марси), хоча чітке розмежування між цими групами є складним.
Замок Альтебург на півдні Ессена датується VIII століттям, сусідній Герренбург — IX століттям.
Нещодавні дослідження «Географії» Птолемея визначили поліс або опід Навалія як Ессен. 

### VIII–XII ст

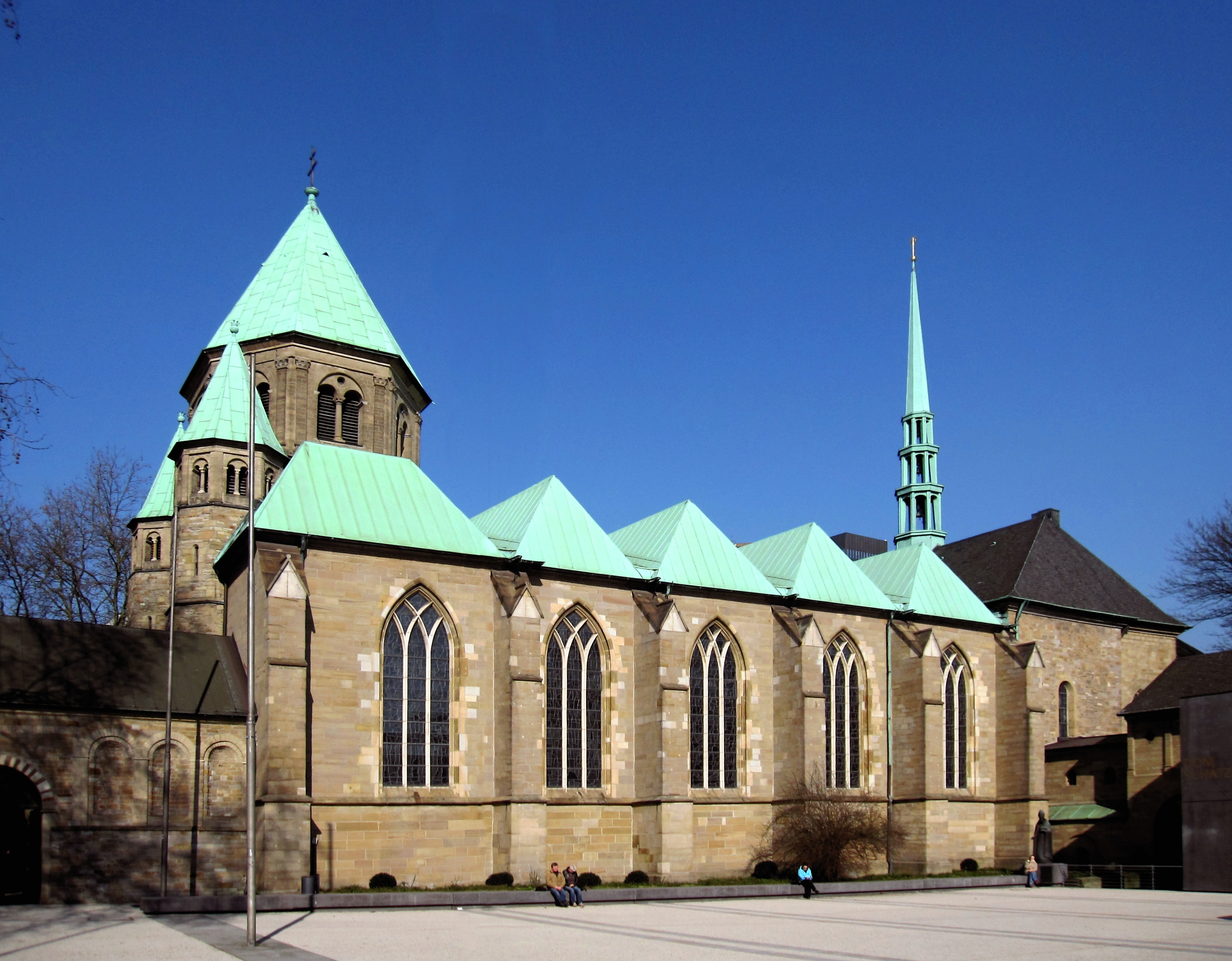
Ессенський собор

Близько 845 року святий Альтфрід (приблизно 800–874), пізніший єпископ Гільдесгайма, заснував абатство для жінок (coenobium Astnide) у центрі сучасного Ессена. 
Першою абатисою була родичка Альтфріда Герсвіт. 
У 799 році святий Людгер уже заснував бенедиктинське Верденське абатство на власній території за кілька кілометрів на південь. 
Регіон був малонаселеним, лише з кількома невеликими володіннями та старим і, ймовірно, покинутим замком. У той час як Верденське абатство прагнуло підтримати місіонерську роботу Людгера в регіоні Гарц (Гельмштедт/Гальберштадт), Ессенське абатство мало піклуватися про жінок із вищої саксонської знаті. 
Це абатство не було абатством у звичайному розумінні, а радше призначалося як резиденція та навчальний заклад для дочок і вдів вищого дворянства; на чолі з абатисою, члени, окрім самої абатиси, не були зобов’язані давати обітниці цнотливості.
Близько 852 року почалося будівництво колегіальної церкви абатства, яке було завершено у 870 році. 
Велика пожежа 946 року сильно пошкодила церкву та поселення. 
Церква була перебудована, значно розширена і є основою нинішнього Ессенського собору.
Перша документальна згадка про Ессен датується 898 роком, коли Цвентібольд, король Лотарінгії, заповів абатству територію на західному березі річки Рейн. 
Інший документ, який описує заснування абатства і нібито датується 870 роком, зараз вважається підробкою XI століття.
У 971 році Матильда II, онука імператора Оттона I, взяла на себе керівництво абатством. 
Вона мала стати найважливішою з усіх абатис в історії Ессена. 
Вона правила понад 40 років і подарувала до скарбниці абатства безцінні предмети, такі як найстаріший збережений семирозгалужений канделябр і Золота Мадонна з Ессена, найстаріша відома скульптура Діви Марії в західному світі. 
Матильду змінили інші жінки, пов’язані з оттонськими імператорами: Софія, дочка Оттона II і сестра Оттона III, і Теофану, онука Оттона II. 
Саме за правління Теофану Ессен, який називався містом з 1003 року, отримав право на ринки в 1041 році. 
Через десять років Теофану наказала побудувати східну частину Ессенського абатства. 
Її склеп містить гробниці Св. Альтфріда, Матильди II і самої Теофану.

### XIII — XVII ст

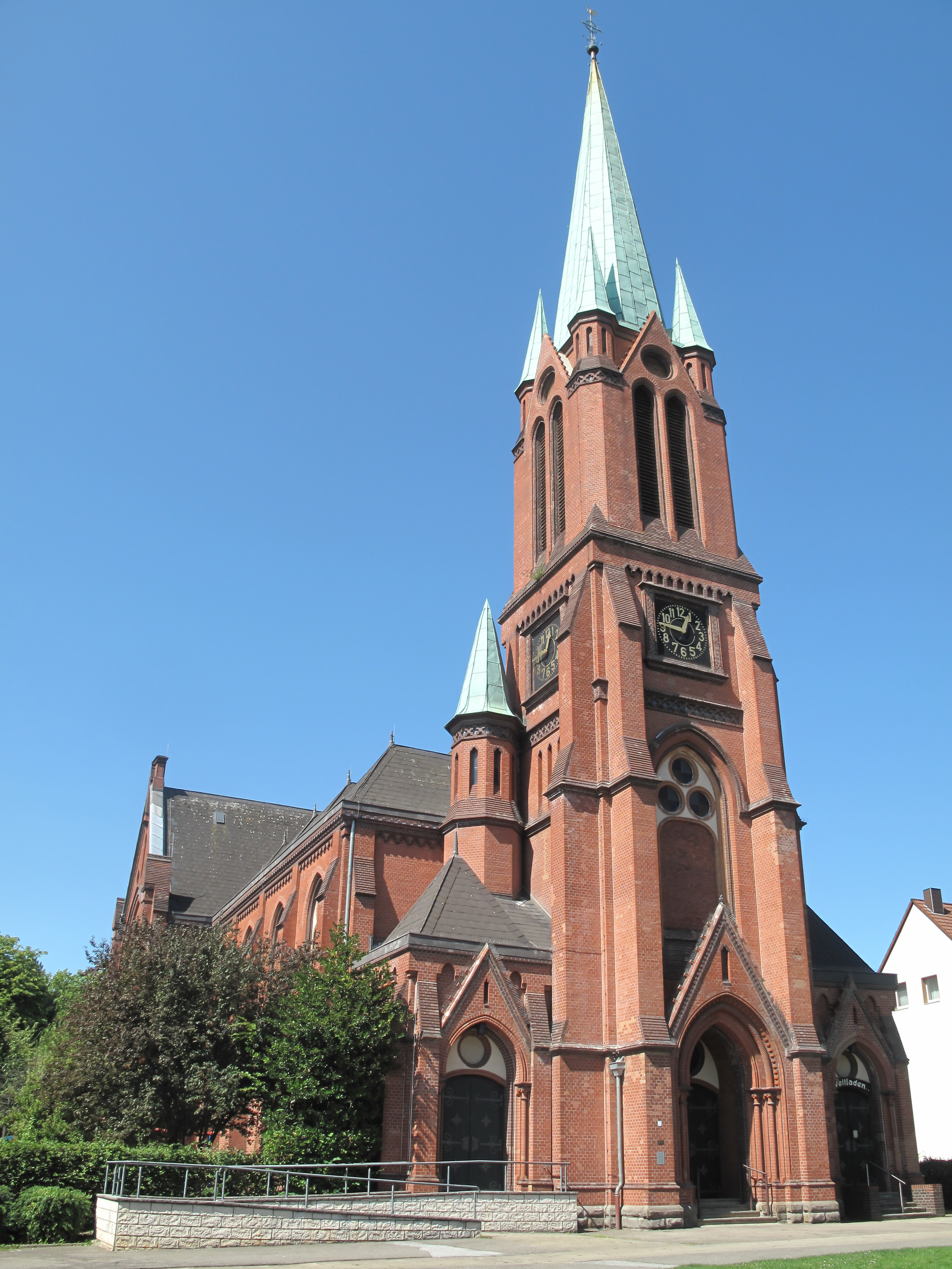
Стара церква (збудована 1887 р.), Альтенессен

У 1216 році абатство, яке до того часу було лише важливим землевласником, отримало статус княжої резиденції, коли імператор Фрідріх II в офіційному листі назвав абатицю Єлизавету I Reichsfürstin (Принцеса Імперії). 
У 1244 році, через 28 років, Ессен отримав міську хартію, коли Конрад фон Гохштаден, архієпископ Кельна, увійшов до міста та разом з населенням звів міський мур. 
Це засвідчило тимчасове звільнення населення міста від принцес-настоятельок, але це тривало лише до 1290 року. 
Того року король Рудольф I повернув принцесам-настоятелькам повний суверенітет над містом, що викликало спротив у населення міста. 
Зростаюче місто, воліло до самоуправління та імперського верховенства. 
Титул вільного імперського міста був нарешті наданий імператором Карлом IV в 1377 році. 
Проте в 1372 році Карл парадоксальним чином схвалив рішення Рудольфа I 1290 року і, отже, залишив і абатство, і місто під орудою імперії. 
Суперечки між містом і абатством щодо верховенства над регіоном залишалися аж до розпуску абатства в 1803 році. 
Багато позовів було подано до Reichskammergericht, один з них тривав майже 200 років. Остаточне рішення суду в 1670 році полягало в тому, що місто мало бути «належним чином слухняним у тому, що можна і чого не можна робити» абатисам, але могло зберегти свої старі права — рішення, яке насправді не вирішило жодної проблеми.
У 1563 році міська рада, яка вважала себе єдиним законним правителем Ессена, запровадила протестантську Реформацію. 
Католицьке абатство не мало військ, щоб протистояти цьому розвитку подій.

### Тридцятилітня війна
Під час Тридцятилітньої війни протестантське місто і католицьке абатство протистояли один одному. 
У 1623 році принцесі-абатисі Марії Кларі фон Спаур, Пфлаум унд Фалер, вдалося спрямувати іспанців-католиків проти міста, щоб розпочати Контрреформацію. 
У 1624 році було прийнято закон про «перекатоличення», а відвідування церкви суворо контролювалося. 
У 1628 році міська рада подала позов проти цього до Reichskammergericht. 
Марії довелося втекти до Кельна, коли голландці штурмували місто у 1629 році. 
Вона повернулася влітку 1631 року слідом за баварцями під проводом Готфріда Генріха графа цу Паппенгейма, щоб знову виїхати у вересні. 
Померла в 1644 році в Кельні.
Війна стала серйозним ударом для міста, часті арешти, викрадення та зґвалтування. 
Навіть після Вестфальського миру 1648 року війська залишалися в місті до 9 вересня 1650 року.

### Індустріалізація
Перші історичні докази гірничої діяльності в Ессені датуються XIV століттям, коли принцесі-абатисі було надано право на видобуток. 
Перша срібна копальня була відкрита в 1354 році, але безсумнівно важливіше вугілля згадувалося лише в 1371 році, а видобуток вугілля розпочався лише в 1450 році.
Наприкінці XVI століття в Ессені було відкрито багато вугільних шахт, і місто заслужило назву центру збройової промисловості. 
Близько 1570 року зброярі отримали високі прибутки, і в 1620 році вони виробляли 14 000 рушниць і пістолетів на рік. 
Місто набувало все більшого стратегічного значення.
У 1811 році Фрідріх Крупп заснував першу в Німеччині сталеплавильну фабрику в Ессені та заклав наріжний камінь для того, що мало стати найбільшим підприємством у Європі протягом декількох десятиліть. 
Завод Круппа також був головною причиною для значного зростання населення, починаючи з середини XIX століття. 
У 1896 році населення Ессена досягло 100 000 осіб. 
Інші промисловці, такі як Фрідріх Грілло, який в 1892 році подарував місту театр Грілло, також відіграли важливу роль у формуванні міста та Рурської області наприкінці XIX та на початку XX століття.

### І світова війна та окупація

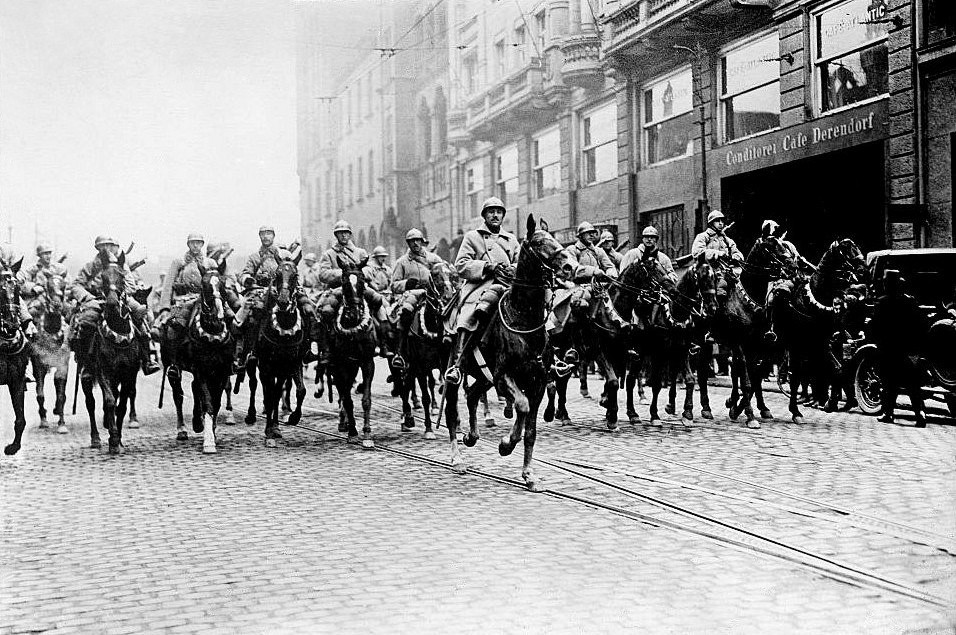
Французькі війська входять до Ессена в 1923 році.

Заворушення спалахнули в лютому 1917 року через перебої з постачанням борошна. 
Тоді були страйки на фабриці Круппа. 

11 січня 1923 р. Рур був окупований французькими і бельгійськими військами. 
Прем'єр-міністр Франції Раймон Пуанкаре був переконаний, що Німеччина не виконала вимоги Версальського договору. 
Окупація Руру закінчилася влітку 1925 року 

### II світова війна
У ніч на Кришталеву ніч 10 листопада 1938 року синагога була розграбована, але зовні майже неушкодженою залишалася протягом усієї війни. 
  
Синагога Стіла була повністю зруйнована.
Альфрід Крупп був засуджений на суді Круппа в Нюрнберзі за свою роль у цьому, але був помилуваний США в 1951 році. 

Будучи великим промисловим центром, Ессен був мішенню для бомбардувань союзників, Королівські ВПС (RAF) скинули на місто загалом 36 429 довгих тонн бомб. 
 
На місто було здійснено понад 270 повітряних нальотів, знищивши 90% центру та 60% передмість. 

5 березня 1943 року Ессен піддався одному з найсильніших повітряних нальотів війни. 
461 людина загинула, 1593 отримали поранення, а ще 50 000 жителів Ессена залишилися без даху над головою. 

13 грудня 1944 року трьох британських льотчиків було лінчовано. 

10 квітня 1945 року 507-й парашутно-десантний полк США 17-ї повітряно-десантної дивізії, увійшов до міста без опору та захопив його. 

Після окупації союзниками Німеччини Ессен було віднесено до британської зони окупації. 
8 березня 1946 року офіцер німецької армії та цивільна особа були повішені за самосуд над трьома британськими авіаторами в грудні 1944 року.

### XXI століття
Хоча в Ессені більше не виробляють зброю, старі промислові підприємства, такі як ThyssenKrupp і RWE, залишаються великими роботодавцями в місті. 
Такі фонди, як Альфрід Фелікс Альвін Крупп фон Болен унд Гальбах-Stiftung, досі сприяють добробуту міста, наприклад, підтримуючи лікарню та жертвуючи 55 000 000 євро на нову будівлю для музею Фолькванг, одного з головних художніх музеїв Рурської області.

## Промисловість та інфраструктура

### Економіка
Ессен є домівкою для кількох великих компаній, серед яких промисловий конгломерат ThyssenKrupp, який також зареєстрований у Дуйсбурзі та походить від злиття 1999 року Thyssen AG із Дуйсбурга та Friedrich Krupp AG Hoesch-Krupp з Ессена. 
Найбільшою компанією, зареєстрованою лише в Ессені, є друга за величиною електроенергетична компанія Німеччини RWE AG. 
В Ессені розташовані частини корпоративної штаб-квартири Schenker AG, логістичний підрозділ Deutsche Bahn. 
Серед інших великих компаній — найбільша будівельна компанія Німеччини Hochtief, а також Aldi Nord, Evonik Industries, Karstadt, Medion AG і Deichmann, найбільший європейський роздрібний продавець взуття. 
The Coca-Cola Company спочатку заснувала свою німецьку штаб-квартиру в Ессені (близько 1930 року), де вона залишалася до 2003 року, коли її перемістили до столиці Берліна. 
У світлі енергетичного переходу в Німеччині, найбільша німецька електрична компанія E.ON оголосила, що після реструктуризації та відокремлення свого підрозділу з виробництва традиційної електроенергії (вугілля, газ, атомна енергія) вона перенесе свою штаб-квартиру в Ессен у 2016 році, ставши єдиним постачальником відновлюваної енергії. 

Хімічна дистриб’юторська компанія Brenntag, зареєстрована на DAX, оголосила про перенесення своєї штаб-квартири в Ессен наприкінці 2017 року.

### Ярмарки
Виставковий центр міста Messe Essen приймає близько 50 ярмарків щороку. 
Щороку автосалон в Ессені відвідує близько 530 000 відвідувачів. 
Він був описаний як «показова подія року для тюнінгової спільноти» 

і як німецька версія щорічного автошоу SEMA в Лас-Вегасі . 

На відміну від Франкфуртського автосалону, Ессенський салон менший і зосереджений на тюнінгу автомобілів і перегонах. 

Інші важливі ярмарки, відкриті для споживачів: SPIEL, найбільший у світі споживчий ярмарок настільних ігор, і один із провідних ярмарків кінного спорту Equitana, який проводиться кожні два роки. До важливих ярмарків, призначених лише для професіоналів, належать «Security» (безпека та протипожежний захист), IPM (садівництво) та E-World (енергія та вода). 

### Громадський транспорт
Як і в більшості комун Рурської області, місцеві перевезення здійснюються місцевою державною компанією для перевезень у межах міста, дочірньою компанією DB Regio Deutsche Bahn для регіональних перевезень і самою Deutsche Bahn для міжміських поїздок. Місцевий перевізник Ruhrbahn є членом асоціації компаній громадського транспорту Рурської області Verkehrsverbund Rhein-Ruhr (VRR), яка забезпечує єдину структуру тарифів у всьому регіоні. 
Станом на 2009 рік Ruhbahn керує 3 лініями Ессенського штадтбану, 7 лініями трамваїв і 57 автобусними лініями (16 з них є лише нічними лініями Nacht Express). Штадтбан і штраснебан працюють на маршрутах загальною довжиною 19,6 км і 52,4 км відповідно. 

Одна трамвайна лінія та кілька автобусних ліній, що прямують із сусідніх міст, обслуговуються відповідними перевізниками цих міст. 
Штадтбан, використовує рухомий склад Доклендського легкого метро, є сумішшю трамваїв і підземної системи з 20 підземними чотирма наземними станціями. 
Ессенський штадтбан інтегрований у більшу мережу штадтбан Рейн-Рур.

## Клімат
Ессен має типовий океанічний клімат (Köppen: Cfb) з прохолодною зимою та теплим літом (на відміну від Берліна чи Штутгарта). 
Cередньорічна температура становить 10 °C: 13,3 °C вдень і 6,7 °C вночі. 
Середньорічна кількість опадів становить 934 мм. 
Найхолодніший місяць року – січень, коли середня температура становить 2,4 °C. Найтепліші місяці — липень і серпень із середньою температурою 18 °C. 

Рекордно висока температура становить 36,6 °C, а рекордно низька — −24 °C. 

| Клімат Ессена (1991−2020 нормальний, 1961-1990 екстримальний) | Клімат Ессена (1991−2020 нормальний, 1961-1990 екстримальний) | Клімат Ессена (1991−2020 нормальний, 1961-1990 екстримальний) | Клімат Ессена (1991−2020 нормальний, 1961-1990 екстримальний) | Клімат Ессена (1991−2020 нормальний, 1961-1990 екстримальний) | Клімат Ессена (1991−2020 нормальний, 1961-1990 екстримальний) | Клімат Ессена (1991−2020 нормальний, 1961-1990 екстримальний) | Клімат Ессена (1991−2020 нормальний, 1961-1990 екстримальний) | Клімат Ессена (1991−2020 нормальний, 1961-1990 екстримальний) | Клімат Ессена (1991−2020 нормальний, 1961-1990 екстримальний) | Клімат Ессена (1991−2020 нормальний, 1961-1990 екстримальний) | Клімат Ессена (1991−2020 нормальний, 1961-1990 екстримальний) | Клімат Ессена (1991−2020 нормальний, 1961-1990 екстримальний) | Клімат Ессена (1991−2020 нормальний, 1961-1990 екстримальний) |
| Показник                                                      | Січ.                                                          | Лют.                                                          | Бер.                                                          | Квіт.                                                         | Трав.                                                         | Черв.                                                         | Лип.                                                          | Серп.                                                         | Вер.                                                          | Жовт.                                                         | Лист.                                                         | Груд.                                                         | Рік                                                           |
| Абсолютний максимум, °C                                       | 13,5                                                          | 18,7                                                          | 23,2                                                          | 28,9                                                          | 29,8                                                          | 32,3                                                          | 33,5                                                          | 34,3                                                          | 30,6                                                          | 26,1                                                          | 19,8                                                          | 15,8                                                          |                                                               |
| Середній максимум, °C                                         | 5,1                                                           | 6,1                                                           | 10,0                                                          | 14,5                                                          | 18,2                                                          | 21,1                                                          | 23,5                                                          | 23,0                                                          | 19,0                                                          | 14,2                                                          | 9,1                                                           | 5,7                                                           | 14,1                                                          |
| Середня температура, °C                                       | 2,9                                                           | 3,4                                                           | 6,4                                                           | 10,2                                                          | 13,8                                                          | 16,6                                                          | 18,7                                                          | 18,4                                                          | 14,9                                                          | 10,8                                                          | 6,7                                                           | 3,7                                                           | 10,5                                                          |
| Середній мінімум, °C                                          | 0,6                                                           | 0,8                                                           | 3,1                                                           | 5,9                                                           | 9,2                                                           | 12,0                                                          | 14,3                                                          | 14,2                                                          | 11,3                                                          | 7,9                                                           | 4,3                                                           | 1,6                                                           | 7,1                                                           |
| Абсолютний мінімум, °C                                        | −17,1                                                         | −15,9                                                         | −11,1                                                         | −4,6                                                          | −0,6                                                          | 1,0                                                           | 4,4                                                           | 6,0                                                           | 3,2                                                           | −2,3                                                          | −6,7                                                          | −16,7                                                         |                                                               |
| Середня кількість сонячних годин на місяць                    | 55,4                                                          | 72,8                                                          | 125,9                                                         | 172,9                                                         | 204,7                                                         | 197,7                                                         | 208,2                                                         | 193,0                                                         | 149,7                                                         | 109,7                                                         | 60,6                                                          | 45,1                                                          | 1593,7                                                        |
| Норма опадів, мм                                              | 84.8                                                          | 66.7                                                          | 65.6                                                          | 52.5                                                          | 67.0                                                          | 79.1                                                          | 85.6                                                          | 92.2                                                          | 74.0                                                          | 77.3                                                          | 79.4                                                          | 94.0                                                          | 925.3                                                         |
| Днів з опадами                                                | 18,6                                                          | 16,1                                                          | 16,4                                                          | 13,3                                                          | 14,3                                                          | 14,5                                                          | 15,2                                                          | 15,3                                                          | 14,8                                                          | 16,3                                                          | 18,6                                                          | 19,9                                                          | 193,1                                                         |
| Вологість повітря, %                                          | 84.0                                                          | 80.5                                                          | 74.8                                                          | 68.8                                                          | 69.4                                                          | 71.3                                                          | 70.7                                                          | 71.4                                                          | 77.5                                                          | 81.9                                                          | 85.3                                                          | 86.1                                                          | 76.8                                                          |
| ------------------------------------------------------------- | ------------------------------------------------------------- | ------------------------------------------------------------- | ------------------------------------------------------------- | ------------------------------------------------------------- | ------------------------------------------------------------- | ------------------------------------------------------------- | ------------------------------------------------------------- | ------------------------------------------------------------- | ------------------------------------------------------------- | ------------------------------------------------------------- | ------------------------------------------------------------- | ------------------------------------------------------------- | ------------------------------------------------------------- |

## Наука і освіта
- Університет Дуйсбург-Ессен

## Факт
Ессен став культурною столицею Європи у 2010 році.

## Міста-сусіди
(зі сходу за годинниковою стрілкою):
- Бохум
- Геттінген (округ Еннепе-Рур)
- Фелберт (округ Меттманн)
- Гайлігенхаус (округ Меттманн)
- Мюльгайм-на-Рурі
- Обергаузен
- Боттроп
- Гладбек (округ Реклінгхаузен)
- Гельзенкірхен

## Відомі люди
Ессен — батьківщина відомих промисловців Круппів, що тривалий час проживали у віллі Гюґель на південних околицях міста.

### Народилися
- Гайнц Рюманн (1902—1994) — німецький актор і режисер
- Альфред Айк (1916—2015) — німецький офіцер-підводник, капітан-лейтенант
- Бруно Каль — німецький розвідник.
- Альфред Мюллер-Армак — німецький економіст і політик.
- Гельмут Ран — чемпіон світу з футболу 1954, автор переможного гола
- Анна Тершибашич (* 1955) — німецька піаністка.